# André Bernheim
André Bernheim (Paris 10e, 25 octobre 1877 - Paris 17e, 21 décembre 1963) est un médecin juif français, personnalité de la communauté juive française, père de l'historienne Renée Neher-Bernheim et beau-père du philosophe André Neher.

## Éléments biographiques
André Bernheim est né le 25 octobre 1877 à Paris,.

### Consistoire Central
André Bernheim est secrétaire-rapporteur du Consistoire central,.

## Décorations
- Chevalier de la Légion d'honneur en 1925[6]